# Diarthrodes cystoecus
Diarthrodes cystoecus är en kräftdjursart som beskrevs av Fahrenbach 1954. Diarthrodes cystoecus ingår i släktet Diarthrodes och familjen Thalestridae. Inga underarter finns listade i Catalogue of Life.